# ゲイブ・ニューウェル
ゲイブ・ローガン・ニューウェル（英語: Gabe Logan Newell、別名:Gaben、1962年11月3日 - ）とは、コンピュータゲーム開発・オンライン配信企業であるValve Corporationの共同設立者および業務執行取締役である。

## 活動
ハーバード大学を中退した後、13年間マイクロソフトで務め最終的に「マイクロソフト・ミリオネア」になっていった。ニューウェルはこの時の自身を「Windowsで最初の3リリース時のプロデューサー」と称している。マイクロソフトを退社後id SoftwareでQuakeを手がけたマイケル・アブラッシュに影響され、ニューウェルも同じくマイクロソフト社員だったマイク・ハリントンと共に1996年にマイクロソフトを退社しValveを設立した。ハリントンと共に自身の私有財産をValveに投資しHalf-Lifeを開発した。
ハーフライフ2の製作の間、数ヶ月間Steamのプロジェクトも手がけていた。
2007年。ニューウェルは自身のゲームソフト開発においてゲーム機、特にPlayStation 3向けについて公に批判を述べた。システムに関してニューウェルがPS3向け開発プロセスを「みんなにとって時間の無駄」、「多くのレベルで災難...私は、今後PS3向けゲーム開発を中止しやり直す必要があると言った。『これは恐ろしい災難で申し訳ないが、これの販売を中止してPS3向け開発のために人々に問う試みもやめる。』としか言いようがない。」と発言したと報じられた。しかし、ニューウェルは2010年のE3でのソニーの基調講演に登場し、ゲーム開発に関する自身の過去の率直な意見を認めた上で、PlayStation 3の開放的な環境について議論し、PS3向けにPortal 2の発表を行い、Steamworksにも対応することでゲーム機にベストなバージョンになると述べた。また、Xbox Liveを「列車事故」と例える形で酷評した。さらにマイクロソフトがリリース予定のWindows 8に対しても「大きな不幸」としPCゲームの普通なオープン環境に対して脅威になっていると激しく批判している。
2010年12月、フォーブスはニューウェルをSteamと複数の大手ゲーム開発会社との提携に携わった功績をたたえ「A Name You Should Know」と命名した。2012年3月、フォーブスはニューウェルの純資産が推定15億ドルで世界中にいる1,226人の億万長者のうち854位に入ったと報じた。

## 私生活
2人の息子がいる。また角膜の先天的疾患であるフックスジストロフィーを患ったが2006年と2007年の2回の角膜移植で治癒した。
スーパーマリオ64、DOOMを好きなコンピュータゲームとして挙げている上、バロース社のメインフレームコンピュータでスタートレックをプレイしたという。DOOMは彼にとってエンタテインメントの未来と言うべきゲームと、スーパーマリオ64は芸術と言うべきゲームだとそれぞれ確信している。
ゲイブ・ニューウェルはEDGEとのインタビューを通じて「私たちが思い付いた最高の作品であるHalf-Life: Alyxを宮本茂に披露した後、その反応を聞いてみたい」と言って、自分の風を表わした。